# Oprea Vlase
Oprea Vlase (n. 27 octombrie 1927, Buzău – d. 13 octombrie 2011, București) a fost un antrenor român de handbal.
Cu echipa masculină de seniori a clubului Dinamo București a cucerit, printre altele, opt titluri naționale și Cupa Campionilor Europeni (1965).
Ca antrenor (principal sau secundar) al echipei naționale masculine a României a cucerit patru titluri mondiale, în 1961, 1964, 1970 și 1974, medalia de argint la Jocurile Olimpice de vară din 1976 și cea de bronz la Jocurile Olimpice de vară din 1972.
A antrenat printre altele Dinamo București și Hidrotehnica Constanța.
Este înmormântat la Cimitirul „Sf. Vineri” din București.

## Distincții
- Ordinul „Meritul Sportiv” clasa a II-a (8 mai 1968) „pentru contribuția deosebită adusă la dezvoltarea mișcării de cultură fizică și sport și pentru merite deosebite în activitatea sportivă de performanță, cu prilejul împlinirii a 20 de ani de la înființarea Clubului sportiv «Dinamo»-București al Ministerului Afacerilor Interne”[3]
- Ordinul „Meritul Sportiv” clasa I (29 martie 1974) „pentru comportarea remarcabilă și ocuparea locului I la Campionatul mondial de handbal masculin – ediția 1974 –, precum și pentru contribuția deosebită adusă la dezvoltarea acestui sport și la creșterea prestigiului sportului românesc pe plan internațional”[4]
- Ordinul „Meritul Sportiv” clasa a II-a (18 august 1976) „pentru rezultatele deosebite obținute la Jocurile olimpice de vară de la Montreal – 1976, precum și pentru contribuția adusă la dezvoltarea activității sportive și la creșterea prestigiului sportului românesc pe plan internațional”[5]
- Ordinul „Meritul Sportiv” clasa I (2009)[6]

## Scrieri
- Har, trudă și onoare, Ed. Axiona, 2003